# Nekrolog 4. Quartal 1991
Nekrolog
◄◄
| ◄
| 1987
| 1988
| 1989
| 1990
| 1991 | 1992 | 1993 | 1994 | 1995 | ► | ►►
1. Quartal |
2. Quartal |
3. Quartal |
4. Quartal 1991
Weitere Ereignisse | Allgemeiner Nekrolog 1991
Die Beschreibung der verstorbenen Person sollte so kurz wie möglich gehalten sein und nur deren signifikante Tätigkeit(en) enthalten.
Neue Namen ggf. auch unter dem Geburts- und Sterbedatum, also etwa unter 1. Januar und im Geburts- und Sterbejahr (2024) eintragen (nur bei entsprechender großer Wichtigkeit). Für Beispiele siehe die schon vorhandenen Artikel.
Außerdem über die fünf zuletzt Verstorbenen, zu denen es einen ausreichend guten Artikel für eine Präsentation auf der Hauptseite gibt, nach der todesbedingten Überarbeitung der Artikel ggf. auch unter Wikipedia Diskussion:Hauptseite informieren und sie am besten auch in den anderen Wikipedia-Sprachversionen eintragen. Tipp: Regelmäßig bei news.google.de nach „ist tot“, „gestorben“ oder „verstorben“ suchen.
Wenn eine Person gestorben ist, gibt es viele Seiten zu dieser Person in der Wikipedia, die davon auch betroffen sind und entsprechend aktualisiert werden müssen. Beispiele: Namenübersichtsseite, Geburtsjahr, Geburtsort-Seiten und viele mehr.
Wie finde ich die betroffenen Seiten?
Im Suchfeld auf der linken Seite gibt man den Suchbegriff so ein: „Vorname Nachname“. Dann klickt man auf Volltext und alle Seiten mit entsprechendem Suchtext werden aufgerufen. Hier sieht man dann schnell, wo auch das Todesjahr Sinn macht oder sogar ein Teil des Artikels angepasst werden muss. Auch hilft das „Werkzeug“ auf der linken Seite sehr gut, um solche Seiten aufzufinden: „Links auf diese Seite“. Somit ist die Wikipedia wieder aktuell in allen Bereichen! Hinweis: bei Eintragung der Kategorie „Gestorben JAHR“ wird der Missbrauchsfilter 49 ausgelöst, was jedoch nicht schlimm ist. Siehe: Spezial:Missbrauchsfilter/49
Dies ist eine Liste von im vierten Quartal 1991 verstorbenen bekannten Persönlichkeiten. Die Einträge erfolgen innerhalb der einzelnen Daten alphabetisch sortiert. Tiere sind im Nekrolog für Tiere zu finden.

## Oktober
| Tag         | Name                                            | Beruf, bekannt als                                                                                              | Alter | Beleg |
| ----------- | ----------------------------------------------- | --- | ----- | ----- |
| 1. Oktober  | Hermann Thieme                                  | deutscher Komponist                                                                                             | 67    |       |
| 1. Oktober  | Stu Williamson                                  | US-amerikanischer Jazzposaunist und Trompeter                                                                   | 58    |       |
| 2. Oktober  | Maria Aurèlia Capmany                           | spanische Romanistin, Dramatikerin und Essayistin                                                               | 73    |       |
| 2. Oktober  | Demetrius I.                                    | türkischer Geistlicher, Patriarch von Konstantinopel                                                            | 77    |       |
| 2. Oktober  | Roland Gööck                                    | deutscher Schriftsteller und Herausgeber                                                                        | 68    |       |
| 2. Oktober  | Helmut Kuhn                                     | deutscher Philosoph                                                                                             | 92    |       |
| 2. Oktober  | Serge Lapébie                                   | französischer Radrennfahrer                                                                                     | 43    |       |
| 2. Oktober  | Norman Macleod                                  | schottischer Schachkomponist                                                                                    | 63    |       |
| 2. Oktober  | Leslie Mavor                                    | britischer Offizier der Luftstreitkräfte des Vereinigten Königreichs                                            | 75    |       |
| 2. Oktober  | Hagen Staack                                    | evangelischer Kirchenhistoriker                                                                                 | 78    |       |
| 3. Oktober  | Max Cantor                                      | US-amerikanischer Schauspieler und Journalist                                                                   | 32    |       |
| 3. Oktober  | Werner Gürtner                                  | deutscher Bildhauer und Betongiesser                                                                            | 84    |       |
| 3. Oktober  | Hans Lipinsky-Gottersdorf                       | deutscher Schriftsteller                                                                                        | 71    |       |
| 3. Oktober  | Gia Nadareischwili                              | georgischer Studienkomponist                                                                                    | 70    |       |
| 4. Oktober  | Walter Görlitz                                  | deutscher Schriftsteller, Journalist und Publizist                                                              | 78    |       |
| 4. Oktober  | Alexander Brown Griswold                        | US-amerikanischer Historiker und Thaiist                                                                        |       |       |
| 4. Oktober  | Heinrich Hellwege                               | deutscher Politiker (DHP, DP, CDU), Ministerpräsident von Niedersachsen, MdB, MdL Niedersachsen                 | 83    |       |
| 5. Oktober  | Jørgen Beck                                     | dänischer Schauspieler                                                                                          | 76    |       |
| 5. Oktober  | Josef Kaiser                                    | deutscher Architekt, Stadtplaner und Hochschullehrer                                                            | 81    |       |
| 5. Oktober  | Hans Paeschke                                   | deutscher Journalist                                                                                            | 80    |       |
| 5. Oktober  | Hope Portocarrero                               | nicaraguanische Präsidentengattin                                                                               | 62    |       |
| 5. Oktober  | Dietrich von Theobald                           | deutscher Filmproduzent                                                                                         | 83    |       |
| 6. Oktober  | Elaine Burton, Baroness Burton of Coventry      | britische Politikerin                                                                                           | 87    |       |
| 6. Oktober  | Virginia Giorgi                                 | italienische Turnerin                                                                                           | 77    |       |
| 6. Oktober  | Cord von Hobe                                   | deutscher Offizier, zuletzt Generalleutnant der Bundeswehr                                                      | 82    |       |
| 6. Oktober  | Ernst-Alfred Jauch                              | deutscher Journalist                                                                                            | 71    |       |
| 6. Oktober  | Ilse Lichtenstein-Rother                        | deutsche Grundschulpädagogin                                                                                    | 73    |       |
| 6. Oktober  | Just-Émile Vernet                               | französischer Automobilrennfahrer                                                                               | 97    |       |
| 7. Oktober  | Leo Durocher                                    | US-amerikanischer Baseballspieler                                                                               | 86    |       |
| 7. Oktober  | José María Fonollosa                            | spanischer Dichter                                                                                              | 69    |       |
| 7. Oktober  | Natalia Ginzburg                                | italienische Autorin und Politiker, Mitglied der Camera dei deputati                                            | 75    |       |
| 7. Oktober  | Olaf Leben                                      | deutscher Geheimdienstler, Leiter der Abteilung 26 des Ministeriums für Staatssicherheit                        | 58    |       |
| 7. Oktober  | Jorge Ángel Livraga-Rizzi                       | argentinischer Autor, Theosoph und Gründer der Neuen Akropolis                                                  | 61    |       |
| 7. Oktober  | Heinz Löwe                                      | deutscher Historiker                                                                                            | 78    |       |
| 7. Oktober  | Erich Sautter                                   | deutscher Lagerzahnarzt im KZ Auschwitz und SS-Hauptsturmführer                                                 | 86    |       |
| 7. Oktober  | Ladis Schwartz                                  | rumänisch-deutscher Bildhauer                                                                                   | 71    |       |
| 7. Oktober  | Klaus Sochatzy                                  | deutscher Soziologe                                                                                             | 61    |       |
| 7. Oktober  | Frida Christaller                               | deutsche Bildhauerin                                                                                            | 93    |       |
| 8. Oktober  | Gustav Aduatz                                   | österreichischer Architekt                                                                                      | 83    |       |
| 8. Oktober  | Hans Otto Hettche                               | deutscher Chemiker, Mediziner, Hygieniker und Hochschullehrer                                                   | 89    |       |
| 8. Oktober  | Ferdinand Mayer                                 | österreichischer Landwirt und Politiker (ÖVP), Abgeordneter zum Nationalrat                                     | 75    |       |
| 9. Oktober  | Roy Black                                       | deutscher Schlagersänger und Schauspieler                                                                       | 48    |       |
| 9. Oktober  | Elisabeth Hase                                  | deutsche Fotografin                                                                                             | 85    |       |
| 9. Oktober  | Karl Helbig                                     | deutscher Forschungsreisender, Geograph und Ethnologe                                                           | 88    |       |
| 9. Oktober  | Maria Lang                                      | schwedische Schriftstellerin                                                                                    | 77    |       |
| 9. Oktober  | Hans Madin                                      | österreichisch-deutscher Schauspieler und Regisseur                                                             | 80    |       |
| 9. Oktober  | Thalmus Rasulala                                | US-amerikanischer Schauspieler                                                                                  | 51    |       |
| 9. Oktober  | Erwin Schädler                                  | deutscher Fußballspieler                                                                                        | 74    |       |
| 9. Oktober  | Walther Schmidt                                 | deutscher Kirchenmusiker                                                                                        | 78    |       |
| 10. Oktober | Rudolf Arens                                    | deutscher Agrarwissenschaftler und Hochschullehrer                                                              | 64    |       |
| 10. Oktober | Victor Christgau                                | US-amerikanischer Politiker                                                                                     | 97    |       |
| 10. Oktober | Nikolaus Hirschl                                | österreichischer Ringer                                                                                         | 83    |       |
| 10. Oktober | Irina Pawlowna Kalinina                         | sowjetische Filmregisseurin und Filmproduzentin                                                                 | 54    |       |
| 10. Oktober | Adrien Ries                                     | luxemburgischer Jurist, Ökonom und Autor                                                                        | 58    |       |
| 10. Oktober | Fritz Schulz                                    | deutscher Politiker (BHE), MdL                                                                                  | 81    |       |
| 10. Oktober | Erich Schulze                                   | deutscher Politiker (CDU), MdL                                                                                  | 76    |       |
| 10. Oktober | Wolf-Dieter von Tippelskirch                    | deutscher Schriftsteller                                                                                        | 71    |       |
| 11. Oktober | Hans Bütow                                      | deutscher Journalist und Schriftsteller                                                                         | 90    |       |
| 11. Oktober | Pietro Ferraris                                 | italienischer Fußballspieler                                                                                    | 79    |       |
| 11. Oktober | Hugo Jedig                                      | russlanddeutscher Historiker sowie bedeutender Sprachforscher von wolgadeutschen Dialekten                      | 71    |       |
| 11. Oktober | Hugo Lamanna                                    | argentinischer Fußballspieler und -trainer                                                                      | 78    |       |
| 11. Oktober | Joan Peebles                                    | kanadische Sängerin                                                                                             | 92    |       |
| 11. Oktober | Hans Ranzoni der Jüngere                        | österreichischer Grafiker                                                                                       | 95    |       |
| 11. Oktober | Friedrich Sack                                  | deutscher Politiker (SPD), MdL                                                                                  | 78    |       |
| 12. Oktober | Anton Färber                                    | deutscher Schauspieler                                                                                          | 85    |       |
| 12. Oktober | Aline MacMahon                                  | US-amerikanische Schauspielerin                                                                                 | 92    |       |
| 12. Oktober | Taso Mathieson                                  | britischer Automobilrennfahrer und Buchautor                                                                    | 83    |       |
| 12. Oktober | Karl Heinz Schneider                            | deutscher Politiker (SPD), MdL                                                                                  | 73    |       |
| 12. Oktober | Arkadi Strugatzki                               | sowjetischer Schriftsteller                                                                                     | 66    |       |
| 12. Oktober | Aino Tigane                                     | estnische Kinderbuchautorin                                                                                     | 79    |       |
| 12. Oktober | Regis Toomey                                    | US-amerikanischer Schauspieler                                                                                  | 93    |       |
| 12. Oktober | Gregory Vlastos                                 | US-amerikanischer Philosophiehistoriker                                                                         | 84    |       |
| 13. Oktober | Hans Dietschy                                   | Schweizer Ethnologe, Historiker und Politiker (EVP)                                                             | 78    |       |
| 13. Oktober | Adnan Ersöz                                     | türkischer General                                                                                              |       |       |
| 13. Oktober | Donald Houston                                  | walisischer Schauspieler                                                                                        | 67    |       |
| 13. Oktober | Sixten Johansson                                | schwedischer Skispringer                                                                                        | 81    |       |
| 13. Oktober | János Kelen                                     | ungarischer Leichtathlet und Sportfunktionär                                                                    | 80    |       |
| 13. Oktober | Hugh Molson, Baron Molson                       | britischer Politiker (Conservative Party), Mitglied des House of Commons                                        | 88    |       |
| 13. Oktober | Daniel Oduber Quirós                            | costa-ricanischer Politiker und Präsident (1974–1978)                                                           | 70    |       |
| 13. Oktober | André Van Vierst                                | französischer Radrennfahrer                                                                                     | 87    |       |
| 14. Oktober | Jacques Davila                                  | französischer Regisseur und Drehbuchautor                                                                       | 49    |       |
| 14. Oktober | Gianni Dova                                     | italienischer Maler                                                                                             | 66    |       |
| 14. Oktober | Thomas H. Eliot                                 | US-amerikanischer Politiker                                                                                     | 84    |       |
| 14. Oktober | Walter Elsasser                                 | deutsch-US-amerikanischer Physiker                                                                              | 87    |       |
| 14. Oktober | Verda James                                     | US-amerikanische Politikerin                                                                                    | 90    |       |
| 14. Oktober | David Neville                                   | kanadischer Eishockeyspieler                                                                                    | 83    |       |
| 14. Oktober | John Newmark                                    | deutsch-kanadischer Pianist                                                                                     | 87    |       |
| 15. Oktober | Henry Holst                                     | dänischer Geiger und Musikpädagoge                                                                              | 92    |       |
| 15. Oktober | Renate Steiner                                  | deutsche Politikerin (SPD), MdL                                                                                 | 67    |       |
| 16. Oktober | Arthur E. Arling                                | US-amerikanischer Kameramann                                                                                    | 85    |       |
| 16. Oktober | Ole Beich                                       | dänischer Bassist und Mitbegründer einer US-amerikanischen Rockband                                             |       |       |
| 16. Oktober | Dumile Feni                                     | südafrikanischer bildender Künstler                                                                             | 49    |       |
| 16. Oktober | George Hennard                                  | US-amerikanischer Amokläufer                                                                                    | 35    |       |
| 16. Oktober | Giacomo Mari                                    | italienischer Fußballspieler und -trainer                                                                       | 66    |       |
| 16. Oktober | Boris Papandopulo                               | jugoslawischer Komponist und Dirigent                                                                           | 85    |       |
| 16. Oktober | Blago Zadro                                     | Kommandant im Kroatienkrieg                                                                                     | 47    |       |
| 17. Oktober | Tennessee Ernie Ford                            | US-amerikanischer Country- und Gospel-Sänger                                                                    | 72    |       |
| 17. Oktober | Lotte Knabe                                     | deutsche Archivarin und Historikerin                                                                            | 84    |       |
| 17. Oktober | Georg von Rauch                                 | deutscher Historiker und Hochschullehrer                                                                        | 87    |       |
| 17. Oktober | Richard A. Schermerhorn                         | US-amerikanischer Soziologe und Hochschullehrer                                                                 | 87    |       |
| 17. Oktober | Harlan James Smith                              | US-amerikanischer Astronom                                                                                      | 67    |       |
| 17. Oktober | Herman Walder                                   | US-amerikanischer Jazz- und R&B-Musiker                                                                         | 86    |       |
| 18. Oktober | Rudolf Metz                                     | deutscher Geologe                                                                                               | 68    |       |
| 18. Oktober | Gunnar Sønstevold                               | norwegischer Komponist                                                                                          | 78    |       |
| 19. Oktober | Aurelius Arkenau                                | deutscher Dominikanerpater und Gegner des NS-Regimes                                                            | 91    |       |
| 19. Oktober | Walter Gericke                                  | deutscher Offizier, zuletzt Generalmajor der Bundeswehr                                                         | 83    |       |
| 19. Oktober | Herbert Jopt                                    | deutscher Politiker (SED)                                                                                       | 73    |       |
| 19. Oktober | Jean Leppien                                    | deutsch-französischer Maler                                                                                     | 81    |       |
| 20. Oktober | Gottfried Falk                                  | deutscher Physiker                                                                                              | 69    |       |
| 20. Oktober | Joël Le Gall                                    | französischer Althistoriker und Archäologe                                                                      | 78    |       |
| 20. Oktober | Ludwig Kraft                                    | deutscher Politiker (NSDAP), MdR                                                                                | 91    |       |
| 20. Oktober | Anthony Pryor                                   | australischer Bildhauer                                                                                         |       |       |
| 20. Oktober | Ronald M. Schernikau                            | deutscher Schriftsteller                                                                                        | 31    |       |
| 21. Oktober | Frank Barufski                                  | deutscher Schauspieler, Hörspielsprecher und Moderator                                                          | 85    |       |
| 21. Oktober | Grzegorz Grzeban                                | polnischer Schachkomponist                                                                                      | 89    |       |
| 21. Oktober | Hans Jakob Haller                               | deutscher Organist und Chorleiter                                                                               | 85    |       |
| 21. Oktober | Lorenc Antoni                                   | jugoslawischer Komponist, Chorleiter, Musikethnologe und Musikerzieher                                          | 82    |       |
| 21. Oktober | Walter Schindel                                 | deutscher Politiker (SPD), MdL                                                                                  | 61    |       |
| 21. Oktober | William Shea                                    | US-amerikanischer Anwalt und New Yorker Baseballfunktionär                                                      | 84    |       |
| 22. Oktober | Joy Harington                                   | britische Schauspielerin, Drehbuchautorin, Fernseh-Produzentin und Regisseurin                                  | 77    |       |
| 22. Oktober | Erich Heinzig                                   | deutscher Unternehmer und Erfinder                                                                              | 88    |       |
| 22. Oktober | Ilse Schneider                                  | deutsche Kunsterzieherin und Malerin                                                                            | 81    |       |
| 22. Oktober | Elena Michajlowna Schtaerman                    | sowjetische Althistorikerin                                                                                     | 77    |       |
| 22. Oktober | Heinz Wittig                                    | deutscher Fußballspieler                                                                                        | 69    |       |
| 23. Oktober | Hela Gruel                                      | deutsche Schauspielerin und Synchronsprecherin                                                                  | 89    |       |
| 23. Oktober | Wilhelm Heerde                                  | deutscher Bildhauer und Politiker (NSDAP), MdR                                                                  | 93    |       |
| 23. Oktober | Eberhard Leube                                  | deutscher Romanist und Literaturwissenschaftler                                                                 | 57    |       |
| 23. Oktober | Július Torma                                    | slowakischer Boxer                                                                                              | 69    |       |
| 24. Oktober | Kassius Hallinger                               | deutscher Kirchenhistoriker                                                                                     | 80    |       |
| 24. Oktober | Kurt Kremers                                    | deutscher Komponist, Dichter und Schriftsteller                                                                 | 71    |       |
| 24. Oktober | Gerhard Pflüger                                 | deutscher Dirigent                                                                                              | 84    |       |
| 24. Oktober | Lothar Renner                                   | deutscher Generalmajor                                                                                          | 72    |       |
| 24. Oktober | Gene Roddenberry                                | US-amerikanischer Drehbuchautor, Fernseh- und Filmproduzent, Schöpfer der Fernsehserie Raumschiff Enterprise... | 70    |       |
| 24. Oktober | Vilko Ukmar                                     | slowenischer Komponist, Musikwissenschaftler und Hochschullehrer                                                | 86    |       |
| 25. Oktober | Albert Baldauf                                  | deutscher Politiker (CDU), MdB, MdL                                                                             | 73    |       |
| 25. Oktober | Bill Graham                                     | US-amerikanischer Impresario                                                                                    | 60    |       |
| 25. Oktober | Heinz Schwitzke                                 | deutscher Autor und Redakteur                                                                                   | 83    |       |
| 26. Oktober | Georg Sigmund Graf Adelmann von Adelmannsfelden | deutscher Kunsthistoriker und Denkmalpfleger                                                                    | 77    |       |
| 26. Oktober | Henry Wilson Allen                              | US-amerikanischer Autor von Romanen, Erzählungen und Kurzgeschichten                                            | 79    |       |
| 26. Oktober | Joe Lapis                                       | US-amerikanischer Tontechniker                                                                                  | 92    |       |
| 26. Oktober | Henry Christian Rutherford                      | Autor | 79    |       |
| 26. Oktober | Enrique Sorrel                                  | chilenischer Fußballspieler                                                                                     | 79    |       |
| 26. Oktober | Tahira Tahirova                                 | aserbaidschanische Politikerin                                                                                  | 77    |       |
| 27. Oktober | Robert Gindre                                   | französischer Skilangläufer                                                                                     | 80    |       |
| 27. Oktober | Howard Kingsbury                                | US-amerikanischer Ruderer                                                                                       | 87    |       |
| 27. Oktober | Pyke Koch                                       | niederländischer Kunstmaler                                                                                     | 90    |       |
| 27. Oktober | Franz Kutschera                                 | österreichischer Schauspieler und Regisseur                                                                     | 82    |       |
| 27. Oktober | Konrad Marc-Wogau                               | schwedischer Philosoph                                                                                          | 89    |       |
| 27. Oktober | Andrzej Panufnik                                | polnischer Komponist                                                                                            | 77    |       |
| 27. Oktober | Alfredo A. Roggiano                             | US-amerikanischer Dichter argentinischer Herkunft                                                               |       |       |
| 27. Oktober | Ernst Wimmer                                    | österreichischer politischer Journalist                                                                         | 67    |       |
| 27. Oktober | Billy Wright                                    | US-amerikanischer Blues-Sänger                                                                                  | 59    |       |
| 28. Oktober | Sylvia Fine                                     | US-amerikanische Komponistin und Filmproduzentin                                                                | 78    |       |
| 28. Oktober | Alexandre Istrati                               | rumänisch-französischer Maler und Vertreter des Informel                                                        | 76    |       |
| 28. Oktober | Ilie G. Murgulescu                              | rumänischer Physikochemiker, Sachbuchautor                                                                      | 89    |       |
| 28. Oktober | Paul Ott                                        | deutscher Orgelbauer                                                                                            | 88    |       |
| 28. Oktober | Hermann Schenck                                 | deutscher Hochschullehrer und Institutsdirektor                                                                 | 91    |       |
| 29. Oktober | Donald Churchill                                | britischer Schauspieler                                                                                         | 60    |       |
| 29. Oktober | John DeCuir                                     | US-amerikanischer Szenenbildner und Artdirector                                                                 | 73    |       |
| 29. Oktober | Hans Frühauf                                    | deutscher Elektrotechniker der Hochfrequenztechnik                                                              | 87    |       |
| 29. Oktober | John Francis Latimer                            | US-amerikanischer Klassischer Philologe                                                                         | 88    |       |
| 29. Oktober | Mario Scelba                                    | italienischer Politiker, Mitglied der Camera dei deputati                                                       | 90    |       |
| 29. Oktober | Johan Støa                                      | norwegischer Skilangläufer                                                                                      | 91    |       |
| 30. Oktober | Aniela Jaffé                                    | deutsche Psychoanalytikerin und Autorin                                                                         | 88    |       |
| 30. Oktober | Ellis Kolchin                                   | US-amerikanischer Mathematiker                                                                                  | 75    |       |
| 30. Oktober | Erwin Lange                                     | deutscher Politiker (SPD), MdB, MdEP                                                                            | 77    |       |
| 30. Oktober | Walther E. Petrascheck                          | österreichischer Geologe                                                                                        | 85    |       |
| 30. Oktober | Josef Sauerland                                 | deutscher Maler und Bildhauer                                                                                   | 69    |       |
| 31. Oktober | Gene Anderson                                   | US-amerikanischer Wrestler                                                                                      |       |       |
| 31. Oktober | Ewald Bucher                                    | deutscher Politiker (FDP, DVP, CDU), MdB                                                                        | 77    |       |
| 31. Oktober | Garvin Bushell                                  | US-amerikanischer Jazzsaxophonist und Klarinettist                                                              | 89    |       |
| 31. Oktober | Alexander Frick                                 | liechtensteinischer Regierungschef                                                                              | 81    |       |
| 31. Oktober | Agnes Katharina Maxsein                         | deutsche Politikerin (CDU), MdA                                                                                 | 86    |       |
| 31. Oktober | Jon Pult                                        | Schweizer Romanist und Sprachpolitiker                                                                          | 80    |       |
| 31. Oktober | Lionel Stützer                                  | deutscher Pionier des Buddhismus                                                                                | 89    |       |
| 31. Oktober | Heinrich Welslau                                | deutscher Politiker (SPD), MdB                                                                                  | 73    |       |
| Oktober     | Dorothy Butterfield                             | britische Mittelstreckenläuferin                                                                                | 82    |       |
| Oktober     | Camille Libar                                   | luxemburgischer Fußballspieler und -trainer                                                                     | 73    |       |

## November
| Tag          | Name                                    | Beruf, bekannt als                                                                               | Alter | Beleg |
| ------------ | --------------------------------------- | ------------------------------------------------------------------------------------------------ | ----- | ----- |
| 1. November  | Dennis J. Bennett                       | US-amerikanischer Priester der Episkopalkirche, Wegbereiter der Pfingstbewegung                  | 74    |       |
| 1. November  | Moisés Carmona                          | mexikanischer Geistlicher, Bischof in Acapulco                                                   | 79    |       |
| 1. November  | Tibo J. Chávez                          | US-amerikanischer Politiker                                                                      | 79    |       |
| 1. November  | Edo Leitner                             | deutscher Grafiker                                                                               |       |       |
| 2. November  | Irwin Allen                             | US-amerikanischer Fernseh- und Filmproduzent                                                     | 75    |       |
| 2. November  | Yosef Almogi                            | israelischer Politiker                                                                           | 81    |       |
| 2. November  | Heinrich Drimmel                        | österreichischer Jurist, Publizist und Politiker (ÖVP), Landtagsabgeordneter                     | 79    |       |
| 2. November  | Josef Krämer                            | deutscher Theologe und Politiker (CDU), MdL                                                      | 90    |       |
| 2. November  | Hans Linser                             | österreichischer Agrikulturchemiker                                                              | 84    |       |
| 2. November  | Hannes Messemer                         | deutscher Schauspieler und Hörspielsprecher                                                      | 67    |       |
| 2. November  | Mort Shuman                             | US-amerikanischer Sänger und Songwriter                                                          | 52    |       |
| 2. November  | Richard C. Thomas                       | US-amerikanischer Politiker                                                                      | 54    |       |
| 3. November  | Finn Alnæs                              | norwegischer Schriftsteller                                                                      | 59    |       |
| 3. November  | Luiselotte Enderle                      | deutsche Journalistin                                                                            | 83    |       |
| 3. November  | Hans Hartmann                           | deutscher Lehrer und Heimatforscher                                                              | 91    |       |
| 3. November  | Teofilo Rossi di Montelera              | italienischer Unternehmer, Bobsportler, Motorboot- und Automobilrennfahrer sowie Sportfunktionär | 89    |       |
| 3. November  | Marinus Valentijn                       | niederländischer Radrennfahrer                                                                   | 91    |       |
| 3. November  | Roman Wilhelmi                          | polnischer Schauspieler                                                                          | 55    |       |
| 4. November  | Gerald D. Aurbach                       | US-amerikanischer Physiologe und Endokrinologe                                                   | 64    |       |
| 4. November  | Purushottam Vishvanath Bapat            | indischer Buddhologe                                                                             | 97    |       |
| 4. November  | Hans-Otto Grünefeldt                    | deutscher Fernsehproduzent und -programmdirektor                                                 | 76    |       |
| 4. November  | Hermann Kutschera                       | österreichischer Architekt                                                                       | 88    |       |
| 4. November  | Marjorie J. Vold                        | US-amerikanische Chemikerin                                                                      | 78    |       |
| 5. November  | Friedrich Breitbach                     | deutscher Kommunalpolitiker, Oberbürgermeister, Sektfabrikant                                    | 94    |       |
| 5. November  | Otto Folberth                           | siebenbürgisch-sächsischer Pädagoge, Historiker und Publizist                                    | 95    |       |
| 5. November  | Guy Lapchin                             | französischer Automobilrennfahrer und Architekt                                                  | 87    |       |
| 5. November  | Jan Lebeda                              | tschechischer Theologe, Weihbischof in Prag                                                      | 78    |       |
| 5. November  | Fred MacMurray                          | US-amerikanischer Schauspieler                                                                   | 83    |       |
| 5. November  | Robert Maxwell                          | britischer Verleger und Politiker                                                                | 68    |       |
| 5. November  | Hans Schiller                           | deutscher Gartenarchitekt                                                                        | 89    |       |
| 5. November  | Leopold Weiss                           | österreichischer Politiker                                                                       | 87    |       |
| 5. November  | Gustav A. Wetter                        | österreichischer Ordensgeistlicher                                                               | 80    |       |
| 6. November  | Weniamin Weniaminowitsch Alexandrow     | sowjetischer Eishockeyspieler                                                                    | 54    |       |
| 6. November  | Harriet Bland                           | US-amerikanische Sprinterin                                                                      | 76    |       |
| 6. November  | Oreste Corbatta                         | argentinischer Fußballspieler                                                                    | 55    |       |
| 6. November  | Theodor Siers                           | deutscher Schachkomponist                                                                        | 81    |       |
| 6. November  | Oskar Thierbach                         | deutscher Radrennfahrer                                                                          | 82    |       |
| 6. November  | Gene Tierney                            | US-amerikanische Schauspielerin                                                                  | 70    |       |
| 7. November  | Ralph Harvey                            | US-amerikanischer Politiker                                                                      | 90    |       |
| 7. November  | Vilhelm Hellman                         | schwedischer Skispringer                                                                         | 68    |       |
| 7. November  | Gaston Monnerville                      | französischer Anwalt, Politiker und Verfassungsrichter                                           | 94    |       |
| 7. November  | Günther Nollau                          | deutscher Rechtsanwalt und Präsident des Bundesamts für Verfassungsschutz                        | 80    |       |
| 7. November  | Cyril Salmon, Baron Salmon              | britischer Richter                                                                               | 87    |       |
| 7. November  | Hanns Martin Schmidramsl                | deutscher Politiker (CSU), MdL                                                                   | 74    |       |
| 7. November  | Günter Schmölders                       | deutscher Wirtschaftswissenschaftler, Begründer der empirischen Sozialökonomie                   | 88    |       |
| 7. November  | Tom of Finland                          | finnischer Künstler                                                                              | 71    |       |
| 8. November  | Kurt Brand                              | deutscher Science-Fiction-Schriftsteller                                                         | 74    |       |
| 8. November  | Horst Hammitzsch                        | deutscher Japanologe                                                                             | 82    |       |
| 8. November  | Hajo Hayen                              | deutscher Prähistoriker                                                                          | 68    |       |
| 8. November  | John Jahr senior                        | deutscher Verleger                                                                               | 91    |       |
| 8. November  | Wolfgang Mohr                           | deutscher Mediävist und Hochschullehrer                                                          | 84    |       |
| 8. November  | Charlotte Moorman                       | US-amerikanische Performancekünstlerin und Musikerin                                             | 57    |       |
| 8. November  | John Savidan                            | neuseeländischer Langstreckenläufer                                                              | 89    |       |
| 8. November  | Otto Wolff                              | deutscher Wirtschaftsfunktionär und SS-Standartenführer                                          | 84    |       |
| 9. November  | Hans Böck                               | österreichischer Politiker (SPÖ), Mitglied des Bundesrates                                       | 77    |       |
| 9. November  | Lance Hayward                           | bermudischer Jazzpianist                                                                         | 75    |       |
| 9. November  | Yves Montand                            | französischer Schauspieler und Chansonnier                                                       | 70    |       |
| 9. November  | Oswald Schäfer                          | deutscher Jurist, SS-Führer und Kriminalrat                                                      | 83    |       |
| 9. November  | Ernst-Günther Stegmann                  | deutscher Politiker (GB/BHE), MdL                                                                | 91    |       |
| 10. November | Martin Albert                           | deutscher Politiker (SPD), MdL                                                                   | 82    |       |
| 10. November | Eva Bosáková                            | tschechoslowakische Kunstturnerin                                                                | 59    |       |
| 10. November | Rohan Delacombe                         | britischer Generalmajor, Gouverneur von Victoria                                                 | 85    |       |
| 10. November | Radu Florian                            | rumänischer Fußballspieler                                                                       | 71    |       |
| 10. November | Emil Gauer                              | deutscher Politiker (NSDAP), Oberbürgermeister von Pirmasens                                     | 85    |       |
| 10. November | Harold A. Goolishian                    | US-amerikanischer Pionier der Familientherapie                                                   | 67    |       |
| 10. November | Gunnar Gren                             | schwedischer Fußballspieler und -trainer                                                         | 71    |       |
| 10. November | Tutte Lemkow                            | norwegischer Schauspieler und Choreograf                                                         | 73    |       |
| 10. November | Albert Lepa                             | deutscher Beamter und Sportfunktionär                                                            | 83    |       |
| 10. November | Alessandro Lessona                      | italienischer Heeresoffizier und faschistischer Politiker                                        | 100   |       |
| 10. November | Erwin Levy                              | deutscher Psychologe                                                                             | 84    |       |
| 10. November | Montserrat Roig                         | katalanische Schriftstellerin                                                                    | 45    |       |
| 10. November | Adolphe Sibert                          | austrofranzösischer Dirigent                                                                     | 92    |       |
| 11. November | John Balfanz                            | US-amerikanischer Skispringer                                                                    | 51    |       |
| 11. November | Karl-Heinz Balzer                       | deutscher Fußballtorwart                                                                         | 62    |       |
| 11. November | Heinz Becker                            | deutsch-US-amerikanischer Baseballspieler                                                        | 76    |       |
| 11. November | Franziska Bilek                         | deutsche Zeichnerin, Karikaturistin, Illustratorin und Schriftstellerin                          | 85    |       |
| 11. November | Étienne Grandjean                       | Schweizer Arzt                                                                                   | 77    |       |
| 11. November | Erich Kapitzke                          | deutscher Umweltschützer, Gründer der ersten deutschen Bürgerinitiative                          | 85    |       |
| 11. November | Carl Ludwig Loreck                      | deutscher Maler und Künstler                                                                     | 92    |       |
| 11. November | Morton Stevens                          | US-amerikanischer Komponist                                                                      | 62    |       |
| 12. November | Michail Sergejewitsch Molodenski        | sowjetischer Geophysiker und geodätischer Astronom                                               | 82    |       |
| 12. November | Basil Moreton, 6. Earl of Ducie         | britischer Adeliger und Mitglied des House of Lords                                              | 73    |       |
| 12. November | Franz Peplinski                         | deutscher Politiker (SED)                                                                        | 81    |       |
| 12. November | Jakob Josef Petuchowski                 | US-amerikanischer Forschungsprofessor für jüdische Theologie und Liturgie                        | 66    |       |
| 12. November | Hans Steinwender                        | österreichischer Politiker (WdU), Mitglied des Bundesrates                                       | 93    |       |
| 12. November | Gabriele Tinti                          | italienischer Filmschauspieler                                                                   | 59    |       |
| 13. November | Hanson W. Baldwin                       | US-amerikanischer Journalist                                                                     | 88    |       |
| 13. November | Maud Bonneaud                           | französische Künstlerin                                                                          | 70    |       |
| 13. November | Mete Ekşi                               | türkischer Schüler und Gewaltopfer                                                               | 19    |       |
| 13. November | Jutta Hübinger                          | deutsche Schriftstellerin                                                                        | 79    |       |
| 13. November | Robert Kümmert                          | deutscher katholischer Geistlicher, Caritasdirektor                                              | 82    |       |
| 13. November | Paul-Émile Léger                        | kanadischer römisch-katholischer Kardinal und Erzbischof von Montreal                            | 87    |       |
| 13. November | Walter Ulbrich                          | deutscher Filmproduzent und Drehbuchautor                                                        | 81    |       |
| 14. November | Hermann Josef Dahmen                    | deutscher Chorleiter und Musikhistoriker                                                         | 81    |       |
| 14. November | Paul Fasal                              | österreichisch-US-amerikanischer Dermatologe, Lepraforscher und NS-Verfolgter                    | 87    |       |
| 14. November | Karl Goebels                            | deutscher evangelischer Theologe                                                                 | 90    |       |
| 14. November | Hubert Niederländer                     | deutscher Jurist und Rektor                                                                      | 70    |       |
| 14. November | Tony Richardson                         | englischer Regisseur                                                                             | 63    |       |
| 14. November | Hans Wilhelm Schmidt                    | deutscher Theologe, evangelischer Pfarrer und Hochschullehrer                                    | 88    |       |
| 14. November | Eberhard Schorsch                       | deutscher Arzt, Psychiater und Sexualforscher                                                    | 55    |       |
| 15. November | Josef Büchel                            | liechtensteinischer Politiker und Lehrer                                                         | 81    |       |
| 15. November | Sylvio Hoffmann Mazzi                   | brasilianischer Fußballnationalspieler                                                           | 83    |       |
| 15. November | Helmut Koniarsky                        | deutscher Bühnenbildner und Maler                                                                | 78    |       |
| 15. November | Hans Matthies                           | deutscher Architekt, Heimatpfleger und Umweltschützer                                            | 76    |       |
| 15. November | Robert McCall                           | kanadischer Eiskunstläufer                                                                       | 33    |       |
| 15. November | Jacques Morali                          | französischer Musikproduzent                                                                     | 44    |       |
| 15. November | Max Walter Schulz                       | deutscher Schriftsteller und Redakteur                                                           | 70    |       |
| 15. November | Herbert Westerich                       | deutscher Kaufmann                                                                               | 87    |       |
| 16. November | Mila Bjelik                             | österreichische Malerin und Grafikerin                                                           | 77    |       |
| 16. November | Bill Dodd                               | US-amerikanischer Politiker                                                                      | 81    |       |
| 16. November | Alberto Girri                           | argentinischer Journalist und Schriftsteller                                                     | 71    |       |
| 16. November | Wilhelm Hirte                           | deutscher Gastronom und Weltumsegler                                                             | 89    |       |
| 16. November | José Olguín                             | chilenischer Fußballspieler                                                                      | 88    |       |
| 16. November | Gustav Wetterström                      | schwedischer Fußballspieler                                                                      | 80    |       |
| 17. November | Eileen Agar                             | britische Malerin und Fotografin                                                                 | 91    |       |
| 17. November | Maurice Banach                          | deutscher Fußballspieler                                                                         | 24    |       |
| 17. November | Walter Bettges                          | deutscher Politiker (SPD), MdL und Richter                                                       | 64    |       |
| 17. November | Karl-Heinz Gerdesmann                   | deutscher Schauspieler, Hörspielsprecher                                                         | 70    |       |
| 17. November | Hans Hartmann                           | Schweizer Grafiker                                                                               | 77    |       |
| 17. November | Ernst Kähler                            | deutscher evangelischer Theologe und Kirchenhistoriker                                           | 77    |       |
| 17. November | Ernst Meyerolbersleben                  | deutscher Komponist und Musikpädagoge                                                            | 93    |       |
| 17. November | Horst Mühlmann                          | deutscher Fußball-Halbprofi und American-Football-Profi                                          | 51    |       |
| 17. November | Thomas Austin Murphy                    | US-amerikanischer Geistlicher, Weihbischof in Baltimore                                          | 80    |       |
| 17. November | Rudolf Petzold                          | britisch-deutscher Komponist und Musikpädagoge                                                   | 83    |       |
| 17. November | Adrian Quist                            | australischer Tennisspieler                                                                      | 78    |       |
| 18. November | Elisabeth Bormann                       | deutsche Diakonisse                                                                              | 79    |       |
| 18. November | Claude Cahen                            | französischer Historiker                                                                         | 82    |       |
| 18. November | Gustáv Husák                            | slowakischer Politiker, Staatspräsident der Tschechoslowakei                                     | 78    |       |
| 18. November | Fritz Köpke                             | deutscher Hochspringer                                                                           | 89    |       |
| 18. November | Joseph Peter Stern                      | deutsch-englischer Germanist                                                                     | 70    |       |
| 18. November | Alexei Fjodorowitsch Trjoschnikow       | sowjetischer Polarforscher, Geograph und Ozeanologe                                              | 77    |       |
| 18. November | Eugen York                              | deutscher Regisseur und Drehbuchautor                                                            | 78    |       |
| 19. November | Hans Goldmann                           | österreichisch-schweizerischer Ophthalmologe                                                     | 91    |       |
| 19. November | Michael Lyons                           | irischer Politiker (Fine Gael)                                                                   | 81    |       |
| 19. November | Reggie Nalder                           | österreichischer Filmschauspieler                                                                | 84    |       |
| 19. November | Ralph Moses Paiewonsky                  | US-amerikanischer Politiker                                                                      | 84    |       |
| 20. November | Siniša Glavašević                       | jugoslawischer Journalist                                                                        | 31    |       |
| 20. November | Helga Hahnemann                         | deutsche Entertainerin, Kabarettistin und Schauspielerin                                         | 54    |       |
| 20. November | Osman Mirzəyev                          | aserbaidschanischer Journalist, Schriftsteller und Publizist                                     | 54    |       |
| 20. November | Rudolf Saalfeld                         | deutscher Gewerkschaftsfunktionär und Politiker                                                  | 89    |       |
| 20. November | Antun Stipančić                         | jugoslawischer Tischtennisspieler                                                                | 42    |       |
| 20. November | Steve Tikal                             | australischer Eishockeyspieler                                                                   | 58    |       |
| 21. November | Walter Egger                            | Schweizer Journalist und Politiker (FDP)                                                         | 95    |       |
| 21. November | Robert Kaufman                          | US-amerikanischer Drehbuchautor und Filmproduzent                                                | 60    |       |
| 21. November | Daniel Mann                             | US-amerikanischer Film- und Fernsehregisseur                                                     | 79    |       |
| 21. November | Hans Julius Zassenhaus                  | deutsch-US-amerikanischer Mathematiker                                                           | 79    |       |
| 22. November | Hans Coray                              | Schweizer Künstler und Designer                                                                  | 85    |       |
| 22. November | Ernest Dichter                          | österreichisch-US-amerikanischer Psychologe und Marktforscher                                    | 84    |       |
| 22. November | Etang Discher                           | philippinische Schauspielerin                                                                    | 84    |       |
| 22. November | Ullrich Haupt                           | deutsch-US-amerikanischer Schauspieler und Regisseur                                             | 76    |       |
| 22. November | Imai Tadashi                            | japanischer Filmregisseur                                                                        | 79    |       |
| 22. November | Jewgeni Filippowitsch Iwanowski         | sowjetischer Armeegeneral                                                                        | 73    |       |
| 22. November | Rudolf Kedl                             | österreichischer Bildhauer                                                                       | 63    |       |
| 22. November | Heinz-Josef Thomé                       | deutscher Politiker (SPD), MdL                                                                   | 66    |       |
| 22. November | José Valdés                             | chilenischer Fußballspieler                                                                      | 61    |       |
| 23. November | Günter Barié                            | deutscher Manager                                                                                | 84    |       |
| 23. November | Hans Bausch                             | deutscher Journalist, Intendant des Süddeutschen Rundfunks                                       | 69    |       |
| 23. November | Klaus Kinski                            | deutscher Schauspieler                                                                           | 65    |       |
| 23. November | Walter A. Kreye                         | deutscher Schriftsteller und Hörfunkredakteur                                                    | 80    |       |
| 23. November | Ulrich Cameron Luft                     | deutscher Physiologe                                                                             | 81    |       |
| 23. November | Max Stahmer                             | deutscher Jurist                                                                                 | 91    |       |
| 24. November | Eric Carr                               | US-amerikanischer Musiker und Schlagzeuger                                                       | 41    |       |
| 24. November | Anton Furst                             | US-amerikanischer Filmdesigner                                                                   | 47    |       |
| 24. November | Freddie Mercury                         | britischer Rocksänger                                                                            | 45    |       |
| 25. November | Eleanor Audley                          | US-amerikanische Schauspielerin und Synchronsprecherin                                           | 86    |       |
| 25. November | Nicole Buloze                           | Schweizer Mezzo-Sopranistin, Tänzerin und Choreografin                                           | 48    |       |
| 25. November | Ludwig Petry                            | deutscher Historiker                                                                             | 83    |       |
| 25. November | Miguel Reznik                           | argentinischer Fußballspieler und -trainer                                                       |       |       |
| 25. November | Annelise Vömel                          | deutsche Pflanzenbauwissenschaftlerin                                                            | 67    |       |
| 26. November | Ed Heinemann                            | US-amerikanischer Ingenieur                                                                      | 83    |       |
| 26. November | Bob Johnson                             | US-amerikanischer Eishockeyspieler und -trainer                                                  | 60    |       |
| 26. November | Hans-Gernot Jung                        | deutscher evangelischer Theologe und Bischof                                                     | 61    |       |
| 26. November | Wilfried Keller                         | deutscher Politiker (GB/BHE), MdL, MdB                                                           | 73    |       |
| 26. November | Heinz Marten                            | deutscher Oratorien-Tenor und Liedersänger                                                       | 83    |       |
| 26. November | Alberto Gaudêncio Ramos                 | brasilianischer Geistlicher und katholischer Erzbischof von Belém do Pará                        | 76    |       |
| 26. November | Xiao Shuxian                            | chinesische Komponistin                                                                          | 86    |       |
| 26. November | Theo Thiemeyer                          | deutscher Ökonom                                                                                 | 62    |       |
| 26. November | Rudolf Yelin der Jüngere                | deutscher Glasmaler                                                                              | 89    |       |
| 27. November | Vilém Flusser                           | tschechischer Kommunikations- und Medienphilosoph                                                | 71    |       |
| 27. November | Lotte Kliebert                          | deutsche Musikerin                                                                               | 104   |       |
| 27. November | Uwe-Jens Nissen                         | deutscher Arzt und Politiker (SPD), MdB                                                          | 72    |       |
| 27. November | Harry Everett Smith                     | US-amerikanischer Experimentalfilmer, Maler, Musikforscher, Anthropologe, Sammler und Okkultist  | 68    |       |
| 27. November | Rudolf Fritz Weiss                      | deutscher Hochschullehrer, Professor für Phytotherapie                                           | 96    |       |
| 28. November | Ernst Bauer                             | deutscher Verleger, Person des Jugendwiderstands                                                 | 74    |       |
| 28. November | Anton Bilek                             | österreichischer Fußballspieler und -trainer                                                     | 88    |       |
| 28. November | Ulrich Lohmar                           | deutscher Politikwissenschaftler und Politiker (SPD), MdB                                        | 63    |       |
| 28. November | Joseph Mark McShea                      | US-amerikanischer Geistlicher, Bischof von Allentown                                             | 84    |       |
| 28. November | Peter Musiolek                          | deutscher Althistoriker                                                                          | 64    |       |
| 28. November | Ludwig Rupertus                         | deutscher Politiker                                                                              | 80    |       |
| 28. November | Klaus Senf                              | deutscher Offizier, zuletzt Generalmajor                                                         | 68    |       |
| 29. November | Ralph Bellamy                           | US-amerikanischer Schauspieler                                                                   | 87    |       |
| 29. November | Theodor Estermann                       | britischer Mathematiker                                                                          | 89    |       |
| 29. November | Erwin Feller                            | deutscher Politiker (GB/BHE), MdB, MdL                                                           | 80    |       |
| 29. November | Ludovico Geymonat                       | italienischer Philosoph                                                                          | 83    |       |
| 29. November | Nassirdin Issanow                       | kirgisischer Politiker                                                                           | 48    |       |
| 29. November | Bert Shard                              | australischer Gewerkschaftsfunktionär und Politiker (South Australia)                            | 89    |       |
| 29. November | Frank Yerby                             | US-amerikanischer Schriftsteller                                                                 | 75    |       |
| 30. November | Ted Adams                               | englischer Fußballspieler                                                                        | 85    |       |
| 30. November | Isidor Markus Emanuel                   | deutscher Geistlicher, Bischof von Speyer                                                        | 86    |       |
| 30. November | Hilde Forster                           | österreichische Schriftstellerin                                                                 | 67    |       |
| 30. November | Hans Lietzau                            | deutscher Schauspieler, Regisseur und Intendant                                                  | 78    |       |
| 30. November | Erna Sander                             | deutsche Kostümbildnerin                                                                         | 77    |       |
| 30. November | Erwin Schramm                           | österreichischer Politiker, Abgeordneter zum Nationalrat                                         | 93    |       |
| 30. November | Michail Christoforowitsch Tschailachjan | armenisch-sowjetischer Botaniker                                                                 | 89    |       |
| November     | Heinz Bonn                              | deutscher Fußballspieler                                                                         | 44    |       |
| November     | Nellie Halstead                         | britische Leichtathletin                                                                         | 81    |       |
| November     | Alwin Riemke                            | deutscher Fußballtorhüter                                                                        | 81    |       |

## Dezember
| Tag          | Name                                       | Beruf, bekannt als                                                                     | Alter | Beleg |
| ------------ | ------------------------------------------ | -------------------------------------------------------------------------------------- | ----- | ----- |
| 1. Dezember  | Ernst Albrecht                             | deutscher Politiker (CDU), MdHB, MdB                                                   | 77    |       |
| 1. Dezember  | Marcel Brawand                             | Schweizer Politiker (SP)                                                               | 84    |       |
| 1. Dezember  | Karl Chmielewski                           | deutscher SS-Hauptsturmführer und KZ-Kommandant                                        | 88    |       |
| 1. Dezember  | Barbara Hanrahan                           | australische Schriftstellerin und Grafikerin                                           | 52    |       |
| 1. Dezember  | Tippy Larkin                               | US-amerikanischer Boxer, Weltmeister im Halbweltergewicht                              | 74    |       |
| 1. Dezember  | Pat O’Callaghan                            | irischer Hammerwerfer                                                                  | 86    |       |
| 1. Dezember  | Pjotr Potschintschuk                       | weißrussischer Geher                                                                   | 37    |       |
| 01. Dezember | Alden Sanborn                              | US-amerikanischer Ruderer                                                              | 92    |       |
| 1. Dezember  | George Stigler                             | US-amerikanischer Ökonom                                                               | 80    |       |
| 2. Dezember  | Ernst Achenbach                            | deutscher Politiker (FDP), MdL, MdB, MdEP                                              | 82    |       |
| 2. Dezember  | Consuelo Álvarez                           | spanische Radrennfahrerin                                                              | 26    |       |
| 2. Dezember  | George Lott                                | US-amerikanischer Tennisspieler                                                        | 85    |       |
| 2. Dezember  | Emmanuel de Margerie                       | französischer Botschafter                                                              | 66    |       |
| 2. Dezember  | John J. Tolson                             | US-amerikanischer Offizier, Generalleutnant der US-Army                                | 76    |       |
| 3. Dezember  | René Brossy                                | französischer Radrennfahrer                                                            | 85    |       |
| 4. Dezember  | Cliff Bastin                               | englischer Fußballspieler                                                              | 79    |       |
| 4. Dezember  | Bert T. Combs                              | US-amerikanischer Politiker                                                            | 80    |       |
| 4. Dezember  | Louis Lowy                                 | deutsch-US-amerikanischer Sozialwissenschaftler                                        |       |       |
| 4. Dezember  | Eugen Maucher                              | deutscher Politiker (CDU), MdL, MdB                                                    | 79    |       |
| 4. Dezember  | Robert Nünlist                             | Oberst der Schweizer Armee, Kommandant der Schweizergarde                              | 80    |       |
| 4. Dezember  | Margarete Schörl                           | österreichische Kindergartenpädagogin                                                  | 79    |       |
| 5. Dezember  | Carl-Heinz Birnbacher                      | deutscher Admiral                                                                      | 81    |       |
| 5. Dezember  | Elias Shaheen                              | libanesischer Geistlicher, Bischof in Kanada                                           | 77    |       |
| 5. Dezember  | Terry Slater                               | kanadischer Eishockeyspieler und -trainer                                              | 54    |       |
| 5. Dezember  | Richard Speck                              | US-amerikanischer Serienmörder                                                         | 49    |       |
| 5. Dezember  | Jack Trevor Story                          | britischer Schriftsteller                                                              | 74    |       |
| 5. Dezember  | Roy Welensky                               | rhodesischer Politiker, Premierminister der Föderation von Rhodesien und Njassaland    | 84    |       |
| 6. Dezember  | Rodney Ackland                             | britischer Schauspieler, Drehbuchautor und Regisseur                                   | 83    |       |
| 6. Dezember  | György Aczél                               | ungarischer Kulturpolitiker                                                            | 74    |       |
| 6. Dezember  | Carmen Del Moral                           | argentinische Sängerin und Schauspielerin                                              | 71    |       |
| 6. Dezember  | Bert Goodrich                              | US-amerikanischer Bodybuilder und Stuntman                                             | 84    |       |
| 6. Dezember  | Jan Marwitz                                | niederländischer Schachkomponist                                                       | 76    |       |
| 6. Dezember  | Gerd A. Müller                             | deutscher Industriedesigner                                                            |       |       |
| 6. Dezember  | Richard Stone                              | britischer Ökonom, Nobelpreisträger                                                    | 78    |       |
| 7. Dezember  | James Thomas Hooker                        | britischer Altphilologe und Mykenologe                                                 | 60    |       |
| 7. Dezember  | Herb Jaffe                                 | US-amerikanischer Filmproduzent und Unternehmer                                        | 70    |       |
| 7. Dezember  | Ataur Rahman Khan                          | bangladeschischer Politiker, Premierminister von Bangladesch                           | 86    |       |
| 7. Dezember  | Leon Klepper                               | rumänischer Komponist                                                                  | 91    |       |
| 7. Dezember  | Spiro Kostof                               | US-amerikanischer Architekturhistoriker                                                | 55    |       |
| 7. Dezember  | Gordon Pirie                               | britischer Leichtathlet                                                                | 60    |       |
| 7. Dezember  | Rudolf Trofenik                            | jugoslawischer bzw. deutscher Verleger                                                 | 80    |       |
| 7. Dezember  | Alfonso Zambrano Payán                     | kolumbianischer Bildhauer                                                              | 75    |       |
| 8. Dezember  | Buck Clayton                               | US-amerikanischer Jazzmusiker                                                          | 80    |       |
| 8. Dezember  | Judith Hart, Baroness Hart of South Lanark | britische Politikerin (Labour Party), Mitglied des House of Commons                    | 67    |       |
| 8. Dezember  | Anton Weidinger                            | österreichischer Wagner und Politiker, Abgeordneter zum Nationalrat                    | 84    |       |
| 9. Dezember  | Berenice Abbott                            | US-amerikanische Fotografin                                                            | 93    |       |
| 9. Dezember  | Gisèle Lestrange                           | französische Zeichnerin und Grafikerin                                                 | 64    |       |
| 9. Dezember  | Willy Perk                                 | deutscher Politiker (KPD, SED), MdV, MdL                                               | 86    |       |
| 9. Dezember  | Antonie Rädler                             | deutsche Mystikerin                                                                    | 91    |       |
| 9. Dezember  | Wolfgang Schindler                         | deutscher Klassischer Archäologe                                                       | 62    |       |
| 10. Dezember | Peter Hahn                                 | US-amerikanischer Autorennfahrer                                                       | 82    |       |
| 10. Dezember | Franco Maria Malfatti                      | italienischer Politiker und Präsident der EG-Kommission                                | 64    |       |
| 10. Dezember | Gustav Schäfer                             | deutscher Ruderer und Olympiasieger                                                    | 85    |       |
| 10. Dezember | György Szűcs                               | ungarischer Fußballspieler und -trainer                                                | 79    |       |
| 11. Dezember | Artur Lundkvist                            | schwedischer Schriftsteller, Dichter und Literaturkritiker                             | 85    |       |
| 11. Dezember | Helge Nielsen                              | dänischer Gewerkschaftsfunktionär und Politiker                                        | 73    |       |
| 11. Dezember | Filippo Pocci                              | italienischer römisch-katholischer Geistlicher und Weihbischof in Rom                  | 79    |       |
| 11. Dezember | Bud Rose                                   | US-amerikanischer Autorennfahrer                                                       | 77    |       |
| 11. Dezember | Pat Walshe                                 | US-amerikanischer Zwergdarsteller                                                      | 91    |       |
| 12. Dezember | Hans-Günther Baass                         | deutscher Maler                                                                        | 82    |       |
| 12. Dezember | Eleanor Boardman                           | US-amerikanische Schauspielerin der Stummfilm- und frühen Tonfilmzeit                  | 93    |       |
| 12. Dezember | Peter Kienast                              | österreichischer Bobfahrer                                                             | 42    |       |
| 12. Dezember | Ronnie Ross                                | britischer Jazzmusiker                                                                 | 58    |       |
| 12. Dezember | Heinz Schieck                              | deutscher Militär, Offizier der DDR                                                    | 68    |       |
| 12. Dezember | Mario Tobino                               | italienischer Schriftsteller und Psychiater                                            | 81    |       |
| 13. Dezember | Marcel Dick                                | ungarisch-US-amerikanischer Geiger und Komponist                                       | 93    |       |
| 13. Dezember | Siegfried Höchst                           | deutscher Schauspieler und Regisseur                                                   | 52    |       |
| 13. Dezember | André Pieyre de Mandiargues                | französischer Schriftsteller                                                           | 82    |       |
| 13. Dezember | Judy Moorcroft                             | britische Kostümbildnerin                                                              | 58    |       |
| 13. Dezember | Norbert Stresau                            | deutscher Filmwissenschaftler                                                          | 31    |       |
| 13. Dezember | Erwin Wehmeier                             | deutscher Politiker (CDU), MdL                                                         | 82    |       |
| 13. Dezember | Emil Zbinden                               | Schweizer Zeichner, Xylograph und Kunstmaler                                           | 83    |       |
| 14. Dezember | Richard Dyer-Bennet                        | US-amerikanischer Folksänger                                                           | 78    |       |
| 14. Dezember | Robert Eddison                             | britischer Schauspieler                                                                | 83    |       |
| 14. Dezember | Willy Uttendoppler                         | Schweizer Bergsteiger und Fotograf                                                     | 82    |       |
| 15. Dezember | Reidar Andersen                            | norwegischer Skispringer                                                               | 80    |       |
| 15. Dezember | Klaus Bahlsen                              | deutscher Kaufmann und Fabrikant                                                       | 83    |       |
| 15. Dezember | Richard Fischer                            | deutscher Offizier, zuletzt Konteradmiral der Volksmarine                              | 85    |       |
| 15. Dezember | Hanna Gerig                                | deutsche Politikerin (Zentrum, CDU)                                                    | 91    |       |
| 15. Dezember | Manfred Hamann                             | deutscher Historiker                                                                   | 65    |       |
| 15. Dezember | Frieda Krüger                              | deutsche Frauen- und Gewerkschaftsfunktionärin                                         | 91    |       |
| 15. Dezember | Antuvan Marovitch                          | türkischer Bischof und Apostolischer Vikar von Istanbul                                | 65    |       |
| 15. Dezember | Grete Mostny                               | österreichisch-chilenische Archäologin                                                 | 77    |       |
| 15. Dezember | Wassili Grigorjewitsch Saizew              | sowjetischer Scharfschütze im Zweiten Weltkrieg                                        | 76    |       |
| 15. Dezember | Ray Smith                                  | britischer Schauspieler                                                                | 55    |       |
| 15. Dezember | James Whitworth                            | US-amerikanischer Schauspieler                                                         | 55    |       |
| 16. Dezember | Peter Engelhorn                            | deutscher Unternehmer, Kunstsammler und Mäzen                                          | 67    |       |
| 16. Dezember | Herbert Hobein                             | deutscher Hockeyspieler                                                                | 84    |       |
| 16. Dezember | Franz Klarwein                             | deutscher Opernsänger in der Stimmlage lyrischer Tenor                                 | 77    |       |
| 16. Dezember | Pier Vittorio Tondelli                     | italienischer Schriftsteller                                                           | 36    |       |
| 16. Dezember | Leopold Vogl                               | österreichischer Fußballspieler und -trainer                                           | 81    |       |
| 17. Dezember | Aida Mitsuo                                | japanischer Dichter und Kalligraph                                                     | 67    |       |
| 17. Dezember | Wilhelm Bergs                              | deutscher Politiker (CDU), MdL                                                         | 79    |       |
| 17. Dezember | John Blatnik                               | US-amerikanischer Politiker                                                            | 80    |       |
| 17. Dezember | Heinz Brücher                              | deutscher Botaniker und Genetiker                                                      | 76    |       |
| 17. Dezember | Fritz Leitner                              | österreichischer Politiker, Mitglied des Bundesrates                                   | 45    |       |
| 17. Dezember | Frederik Nielsen                           | grönländischer Schriftsteller, Übersetzer, Lehrer, Intendant und Landesrat             | 86    |       |
| 17. Dezember | Kurt Weyher                                | deutscher Kommandant des Hilfskreuzers Orion                                           | 90    |       |
| 18. Dezember | George Abecassis                           | britischer Rennfahrer                                                                  | 78    |       |
| 18. Dezember | Richard Bruck                              | US-amerikanischer Mathematiker                                                         | 77    |       |
| 18. Dezember | Franz-Reinhold Hildebrandt                 | deutscher evangelischer Pastor und Theologe                                            | 85    |       |
| 18. Dezember | Klemens Honselmann                         | deutscher Bibliothekar und Kirchenhistoriker                                           | 91    |       |
| 18. Dezember | King Kolax                                 | US-amerikanischer Jazztrompeter                                                        | 79    |       |
| 18. Dezember | Hermann Prüser                             | deutscher Maschinenbauer und Politiker (KPD), MdBB                                     | 88    |       |
| 18. Dezember | Joey Smallwood                             | kanadischer Politiker                                                                  | 90    |       |
| 18. Dezember | Harald Sterk                               | österreichischer Kulturjournalist                                                      | 53    |       |
| 19. Dezember | Andries Dirk Copier                        | niederländischer Designer von Zier- und Nutzgegenständen                               | 90    |       |
| 19. Dezember | Kurt Horedt                                | rumänischer Prähistoriker                                                              | 77    |       |
| 19. Dezember | Franc Košir                                | slowenischer Musiker                                                                   | 60    |       |
| 19. Dezember | Ermano Maggini                             | Schweizer Komponist und Musikpädagoge                                                  | 60    |       |
| 19. Dezember | Paul Maxwell                               | kanadischer Schauspieler                                                               | 70    |       |
| 19. Dezember | Paul Peschke                               | österreichischer Bildhauer                                                             | 84    |       |
| 20. Dezember | Simone Beck                                | französische Kochbuchautorin                                                           | 87    |       |
| 20. Dezember | Walter Chiari                              | italienischer Schauspieler                                                             | 67    |       |
| 20. Dezember | Gotthard Franz                             | deutscher Bauingenieur sowie Hochschullehrer                                           | 87    |       |
| 20. Dezember | Lilli Friedemann                           | deutsche Violinistin, Improvisatorin und Pädagogin                                     | 85    |       |
| 20. Dezember | Bernd Lohaus                               | deutscher Kulturfunktionär, Bundessekretär des KB                                      | 65    |       |
| 20. Dezember | Gaston Waringhien                          | französischer Sprachwissenschaftler und Religionshistoriker                            | 90    |       |
| 21. Dezember | Robert Frohn                               | deutscher Lehrer, Historiker und Kommunalpolitiker (CDU)                               | 78    |       |
| 21. Dezember | Luís Gonzaga da Cunha Marelim              | brasilianischer Ordensgeistlicher, römisch-katholischer Bischof von Caxias do Maranhão | 87    |       |
| 21. Dezember | Albert Hartmann                            | deutscher Landwirt und Politiker (CDU), MdL                                            | 92    |       |
| 21. Dezember | Sheldon Mayer                              | US-amerikanischer Comicautor und -zeichner                                             | 74    |       |
| 21. Dezember | Bruno Pellizzari                           | italienischer Bahnradsportler                                                          | 84    |       |
| 21. Dezember | Byron N. Scott                             | US-amerikanischer Politiker                                                            | 88    |       |
| 21. Dezember | Wilhelm Straßburger                        | deutscher Fußballspieler                                                               | 84    |       |
| 22. Dezember | Franz Brunner                              | österreichischer Feldhandballspieler                                                   | 78    |       |
| 22. Dezember | James C. Fletcher                          | US-amerikanischer Physiker, Universitätspräsident und Leiter der NASA                  | 72    |       |
| 22. Dezember | Ernesto Grassi                             | italienischer Philosoph                                                                | 89    |       |
| 22. Dezember | Beaver Harris                              | US-amerikanischer Jazz-Schlagzeuger                                                    | 55    |       |
| 22. Dezember | Martin Kirchberger                         | deutscher Film-Regisseur                                                               | 31    |       |
| 22. Dezember | Ernst Krenek                               | österreichisch-US-amerikanischer Komponist                                             | 91    |       |
| 22. Dezember | Jack Otterson                              | US-amerikanischer Artdirector                                                          | 86    |       |
| 22. Dezember | Hans Edmund Wolters                        | deutscher Ornithologe                                                                  | 76    |       |
| 23. Dezember | Günther Cwojdrak                           | deutscher Publizist                                                                    | 68    |       |
| 23. Dezember | Aimé Durbec                                | französischer Fußballspieler                                                           | 89    |       |
| 23. Dezember | José Guerrero                              | spanischer Künstler                                                                    | 77    |       |
| 23. Dezember | Winfried Martini                           | deutscher Jurist und Journalist                                                        | 86    |       |
| 23. Dezember | Gene Milford                               | US-amerikanischer Filmeditor                                                           | 89    |       |
| 23. Dezember | Horst von Rom                              | deutscher Botschafter                                                                  | 82    |       |
| 23. Dezember | Heinrich Wöhlk                             | deutscher Erfinder der harten Kontaktlinsen                                            | 78    |       |
| 23. Dezember | Bořivoj Zeman                              | tschechoslowakischer Filmregisseur und Drehbuchautor                                   | 79    |       |
| 24. Dezember | Alfons Goppel                              | deutscher Politiker (CSU), MdL, MdEP                                                   | 86    |       |
| 24. Dezember | Bodo Helmholz                              | deutscher Jurist                                                                       | 78    |       |
| 24. Dezember | Karl August Ott                            | deutscher Romanist                                                                     | 70    |       |
| 24. Dezember | Gerhard Schlimpert                         | deutscher Namenforscher der Slawistik                                                  | 61    |       |
| 25. Dezember | Poldo Bendandi                             | italienischer Schauspieler                                                             | 71    |       |
| 25. Dezember | Curt Bois                                  | deutscher Schauspieler                                                                 | 90    |       |
| 25. Dezember | Anton Burger                               | österreichischer SS-Obersturmführer und Lagerkommandant im Ghetto Theresienstadt       | 80    |       |
| 25. Dezember | Orane Demazis                              | französische Schauspielerin                                                            | 97    |       |
| 25. Dezember | Jean-Baptist Feilen                        | deutscher Kommunist (KPD/SED) und Widerstandskämpfer                                   | 87    |       |
| 25. Dezember | Frank Finnigan                             | kanadischer Eishockeyspieler                                                           | 88    |       |
| 25. Dezember | Roger Adolf Freeman                        | austroamerikanischer Ökonom                                                            | 87    |       |
| 25. Dezember | Richard Gach                               | österreichischer Architekt                                                             | 61    |       |
| 25. Dezember | Wilhelm Harster                            | deutscher Jurist und hochrangiger NS-Beamter                                           | 87    |       |
| 25. Dezember | Heinrich Lebensaft                         | österreichischer Fußballspieler                                                        | 86    |       |
| 26. Dezember | Arturo Gemmiti                             | italienischer Dokumentarfilmregisseur                                                  | 82    |       |
| 26. Dezember | Gorm von Dänemark                          | dänisches Mitglied der Königsfamilie                                                   | 72    |       |
| 26. Dezember | Rewas Inanischwili                         | georgischer Erzähler und Szenarist                                                     | 65    |       |
| 26. Dezember | Gustav Neidlinger                          | deutscher Sänger                                                                       | 81    |       |
| 26. Dezember | Paul Stöckli                               | Schweizer Maler und Glasmaler                                                          | 85    |       |
| 27. Dezember | Louis Descartes                            | französischer Unternehmer, Automobilrennfahrer und Rennstallbesitzer                   | 39    |       |
| 27. Dezember | Hervé Guibert                              | französischer Schriftsteller und Fotograf                                              | 36    |       |
| 27. Dezember | Günther Sager                              | deutscher Ozeanograph                                                                  | 68    |       |
| 27. Dezember | Lothar Strauch                             | deutscher Bildhauer und Grafiker                                                       | 84    |       |
| 28. Dezember | Elisabeth Daur                             | deutsche Kommunalpolitikerin (GVP, SPD)                                                | 92    |       |
| 28. Dezember | Emanuel Edel                               | österreichischer Arzt und Kommunist                                                    | 81    |       |
| 28. Dezember | Fernando Fajnzylber                        | chilenischer Ökonom                                                                    | 51    |       |
| 28. Dezember | Cassandra Harris                           | australische Filmschauspielerin                                                        | 43    |       |
| 28. Dezember | Hermann Müller                             | deutscher Politiker, Finanzminister in Baden-Württemberg                               | 78    |       |
| 28. Dezember | Leon Punch                                 | australischer Politiker                                                                | 63    |       |
| 28. Dezember | Roberto Ridolfi                            | italienischer Historiker                                                               | 92    |       |
| 29. Dezember | Fritz Geerken                              | deutscher Maler und Lehrer                                                             | 79    |       |
| 29. Dezember | Karl Neupert                               | deutscher Architekt und Raumplaner                                                     | 81    |       |
| 29. Dezember | Rüdiger Seitz                              | österreichischer Komponist und Musikpädagoge                                           | 64    |       |
| 29. Dezember | Tony Strobl                                | US-amerikanischer Cartoonist und Texter                                                | 76    |       |
| 30. Dezember | Jean Grumellon                             | französischer Fußballspieler                                                           | 68    |       |
| 30. Dezember | Marianne Herberg                           | deutsche Malerin                                                                       | 90    |       |
| 30. Dezember | Kurt Egon Kauffmann                        | deutscher Brigadegeneral der Bundeswehr                                                | 79    |       |
| 30. Dezember | Miguel Marín                               | argentinischer Fußballspieler                                                          | 46    |       |
| 30. Dezember | Nakanishi Michi                            | japanische Leichtathletin                                                              | 87    |       |
| 30. Dezember | Piet Vermeylen                             | belgischer Politiker                                                                   | 87    |       |
| 31. Dezember | Felicja Blumental                          | polnisch-brasilianische Pianistin                                                      | 83    |       |
| 31. Dezember | Benjamin Buttenwieser                      | US-amerikanischer Bankier                                                              | 91    |       |
| 31. Dezember | Edilbert Dinkelborg                        | deutscher Missionsbischof                                                              | 73    |       |
| 31. Dezember | August Geiger                              | deutscher Schreinermeister                                                             | 98    |       |
| 31. Dezember | Eugen Keidel                               | Oberbürgermeister von Freiburg im Breisgau                                             | 82    |       |
| 31. Dezember | Pat Patrick                                | US-amerikanischer Jazzmusiker                                                          | 62    |       |
| 31. Dezember | Georges Poulet                             | belgisch-britischer Romanist                                                           | 89    |       |
| 31. Dezember | Marco Antonio Serna Díaz                   | kolumbianischer Herpetologe, Ornithologe und Naturforscher                             | 55    |       |
| Dezember     | Jan Hendriks                               | deutscher Schauspieler                                                                 |       |       |
| Dezember     | Hans Karl Schneider                        | deutscher Fremdsprachendidaktiker und Übersetzer                                       | 79    |       |
| Dezember     | Irving Taylor                              | kanadischer Eishockeyspieler und -trainer                                              | 72    |       |
| Dezember     | Beate Ulbricht                             | deutsche Adoptivtochter des Staatsratsvorsitzender der DDR, Walter Ulbricht            | 47    |       |